# Světová výstava 1967
Světová výstava 1967 (také Expo 1967 podle oficiálního názvu 1967 International and Universal Exposition) se konala v Montréalu od 21. dubna do 17. října pod heslem „Člověk a jeho svět“. S více než padesáti miliony návštěvníků byla ve své době nejúspěšnější světovou výstavou v historii. Kanaďané ji uspořádali poté, co stáhla svoji kandidaturu Moskva, a byla součástí oslav stého výročí sjednocení Kanady. Generálním komisařem výstavy byl Pierre Dupuy, bývalý velvyslanec ve Francii. Areál výstaviště byl vybudován na ostrovech Ile Notre Dame a Ile Sainte Hélène, kde vyrostl také futuristický obytný komplex Habitat 67. Na výstavě se prezentovalo 62 zemí, kromě toho byly otevřeny také nadnárodní pavilony věnované tématům jako zemědělství nebo kosmický výzkum. Součástí výstavy byl také velký hudební festival.
Aféru způsobila návštěva Charlese de Gaulla, při níž podpořil právo Québecu na nezávislost.

## Téma výstavy
Téma výstavy Člověk a jeho svět se po vzoru Expa 1958 v Bruselu zabývalo univerzálními problémy lidstva. Cílem byla nejen prezentace vědeckého, technického a průmyslového pokroku, ale také sociální odpovědnost člověka a jeho ekologické uvědomění. V tomto duchu organizátoři naplánovali mnoho mezinárodních tematických pavilonů: Člověk a jeho zdraví, Člověk ve společnosti, Člověk a oceán, Člověk a vesmír, Člověk tvůrce atd.

## Objevy a inovace
Mnoho zemí na výstavě představilo významné exponáty. Francie vystavovala objevy z podmořských výzkumných expedic Jacquese Cousteaua v pavilonu Člověk objevitel. Z Nizozemska pocházel model zálivu Zuiderzee, který představoval pokroky v oblasti získávání pevniny z moře. Sovětský pavilon vystavoval originální kosmickou loď, v níž Jurij Gagarin jako první člověk obletěl Zemi. Přilákal více než 13 milionů návštěvníků a byl jednou z největších atrakcí Expa. V pavilonu Člověk tvůrce bylo vystaveno 180 děl slavných malířů z 50 národních galerií. Na montrealském Expu byl představen IMAX, dnes nejrozšířenější systém pro speciální filmové prezentace.

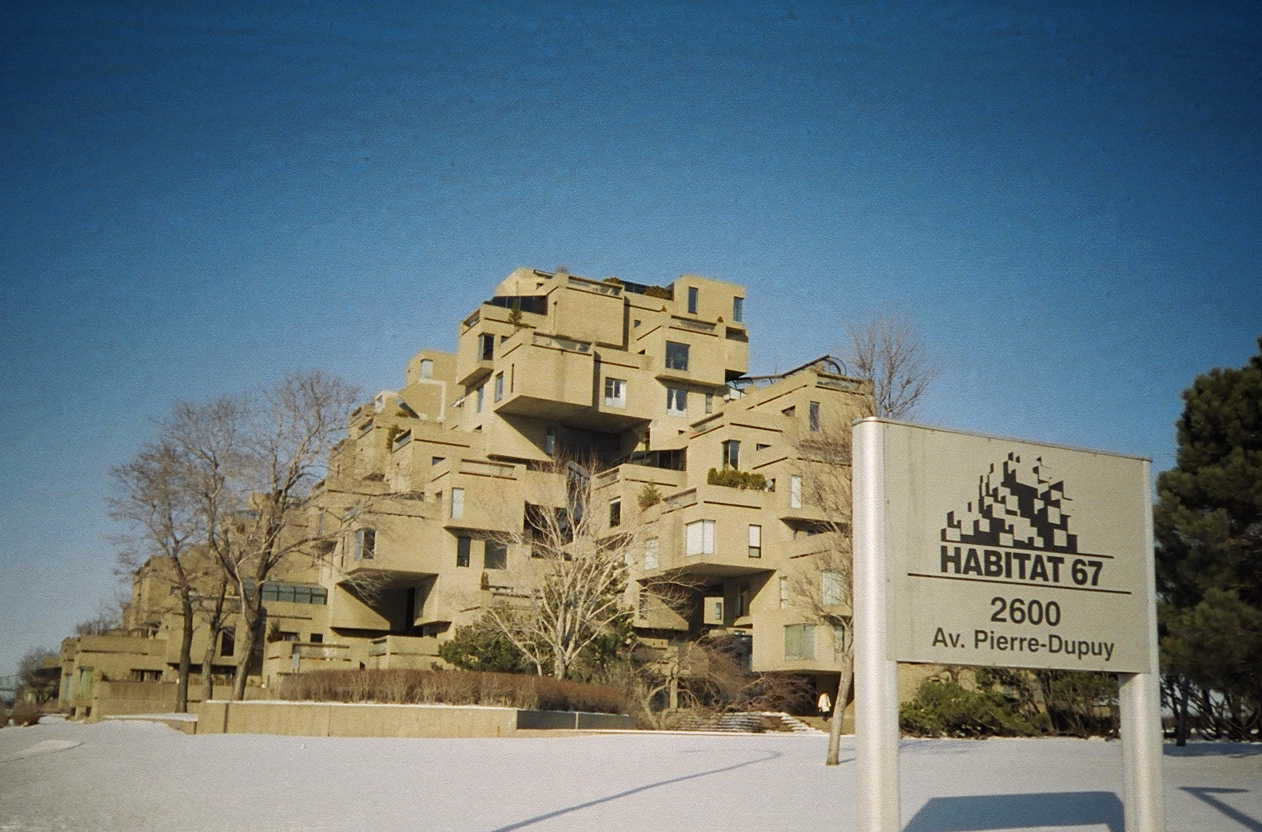
Habitat 67

Expo představilo také nejnovější architektonické trendy. Jednou z jeho dominant byl obytný komplex nazvaný Habitat 67, tvořilo ho 158 standardních železobetonových bytových modulů, které spojovaly výhody individuálních domů s hustou městskou zástavbou. Dalším stěžejním objektem byla geodetická kopule Buckminstera Fullera.

## Československo
Československý pavilon, který navrhli Miroslav Řepa a Vladimír Pýcha, byl pátý nejnavštěvovanější. Úspěch měl Třebechovický betlém, oltář Mistra Pavla z Levoče, kolekce českého skla, ale také nové vynálezy, jako interaktivní filmové představení Kinoautomat, které moderoval Miroslav Horníček, nebo tapiserie vytvořené technikou art protis.
Mezi padesát skulptur pro expozici „Sochařství 20. století“ vybrali pořadatelé dřevěné čtyřmetrové dílo Vladimíra Preclíka nazvané „Strom života“.

## Odkaz výstavy
Expo '67 bylo bezpochyby jednou z nejúspěšnějších světových výstav. Navštívilo ji více než 50 milionů návštěvníků v době, kdy počet obyvatel Kanady činil pouhých 20 milionů, čímž byl stanoven rekord v návštěvnosti světové výstavy v přepočtu na jednoho obyvatele. Přestože několik budov bylo bezprostředně po skončení Expo 67 odstraněno, většina pavilonů pokračovala prostřednictvím výstavy nazvané „Člověk a jeho svět“, která byla otevřena každé léto až do roku 1981. Po ukončení výstavy byl areál výstaviště začleněn do parku spravovaného městem Montreal, dnes známého jako Parc Jean Drapeau. Z kopule Buckminstera Fullera, která se nyní nazývá Montreal Biosphere, se stalo Muzeum environmentálních věd a z Habitatu 67 je nyní obytný dům.

## Galerie

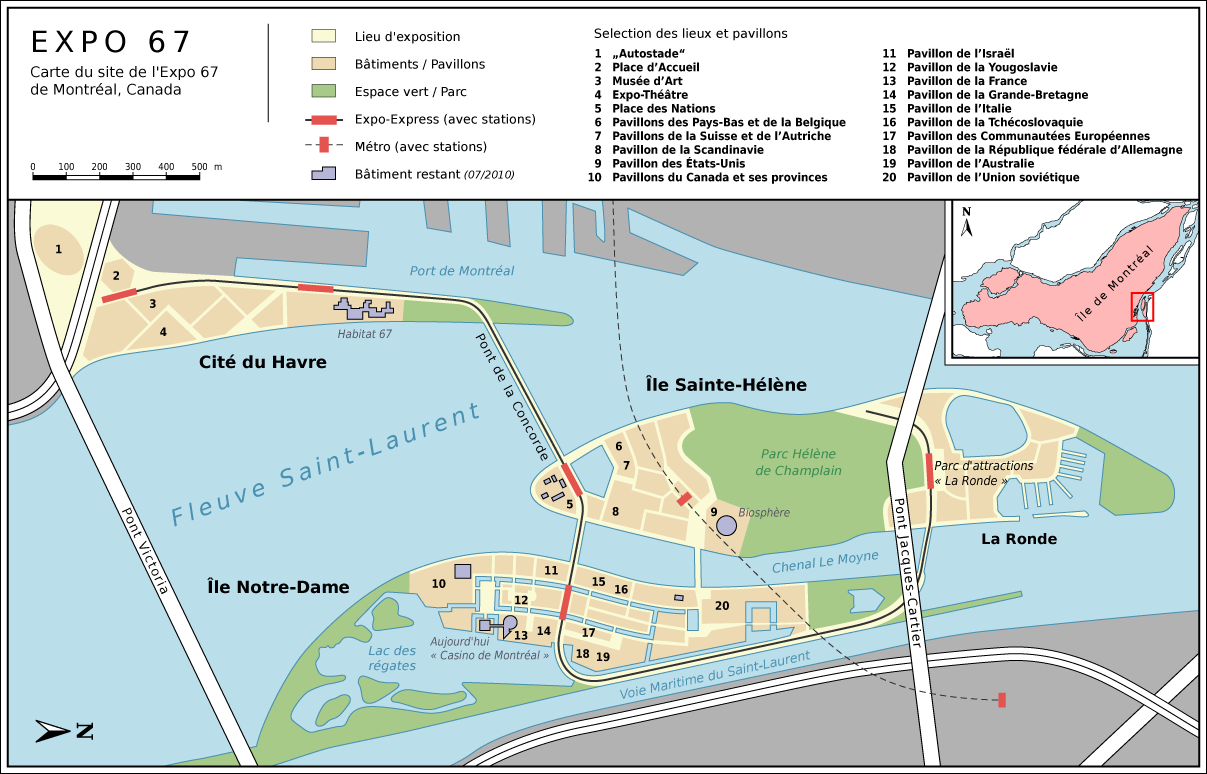
Plánek výstavy
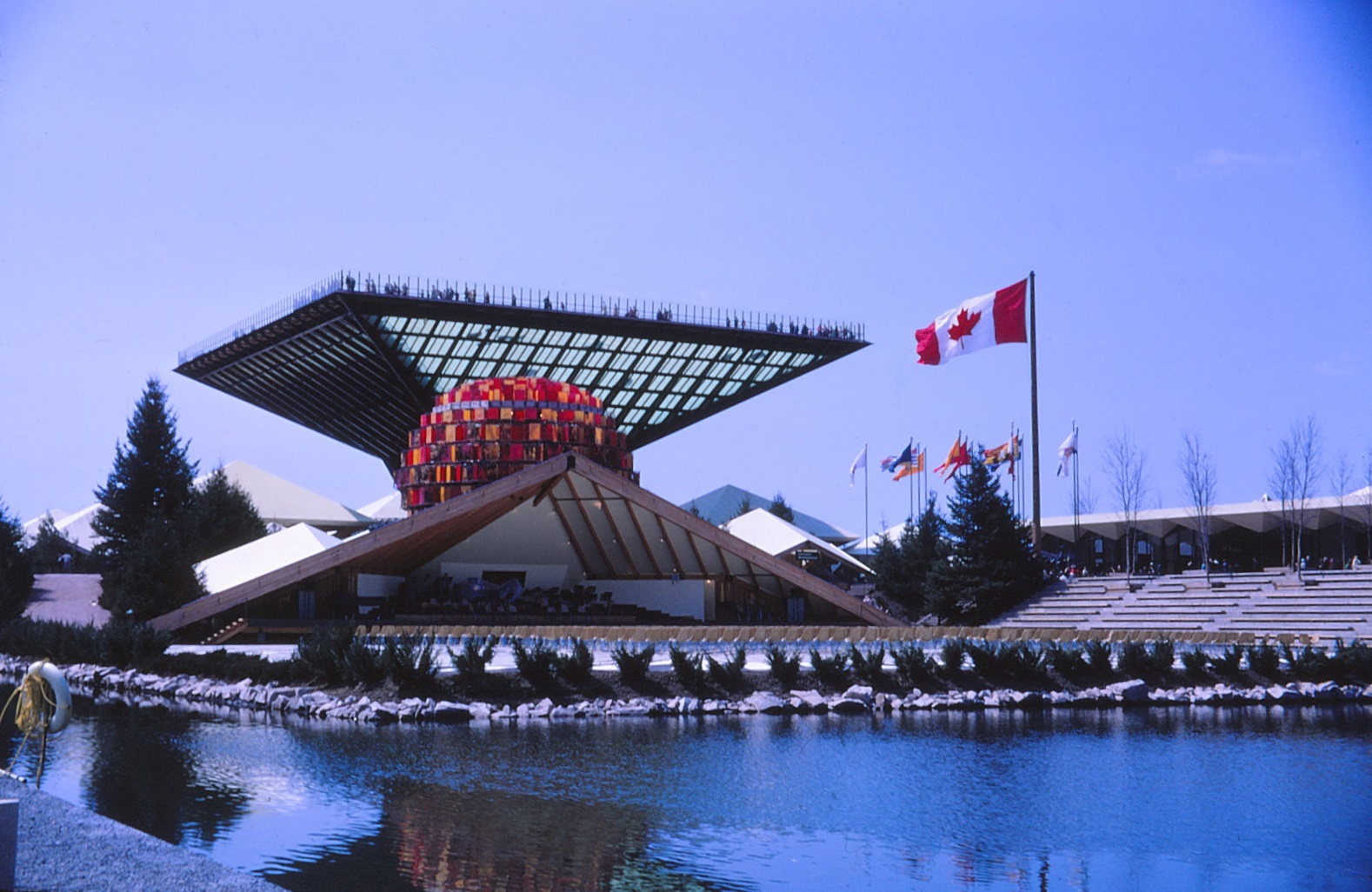
Kanadský pavilon
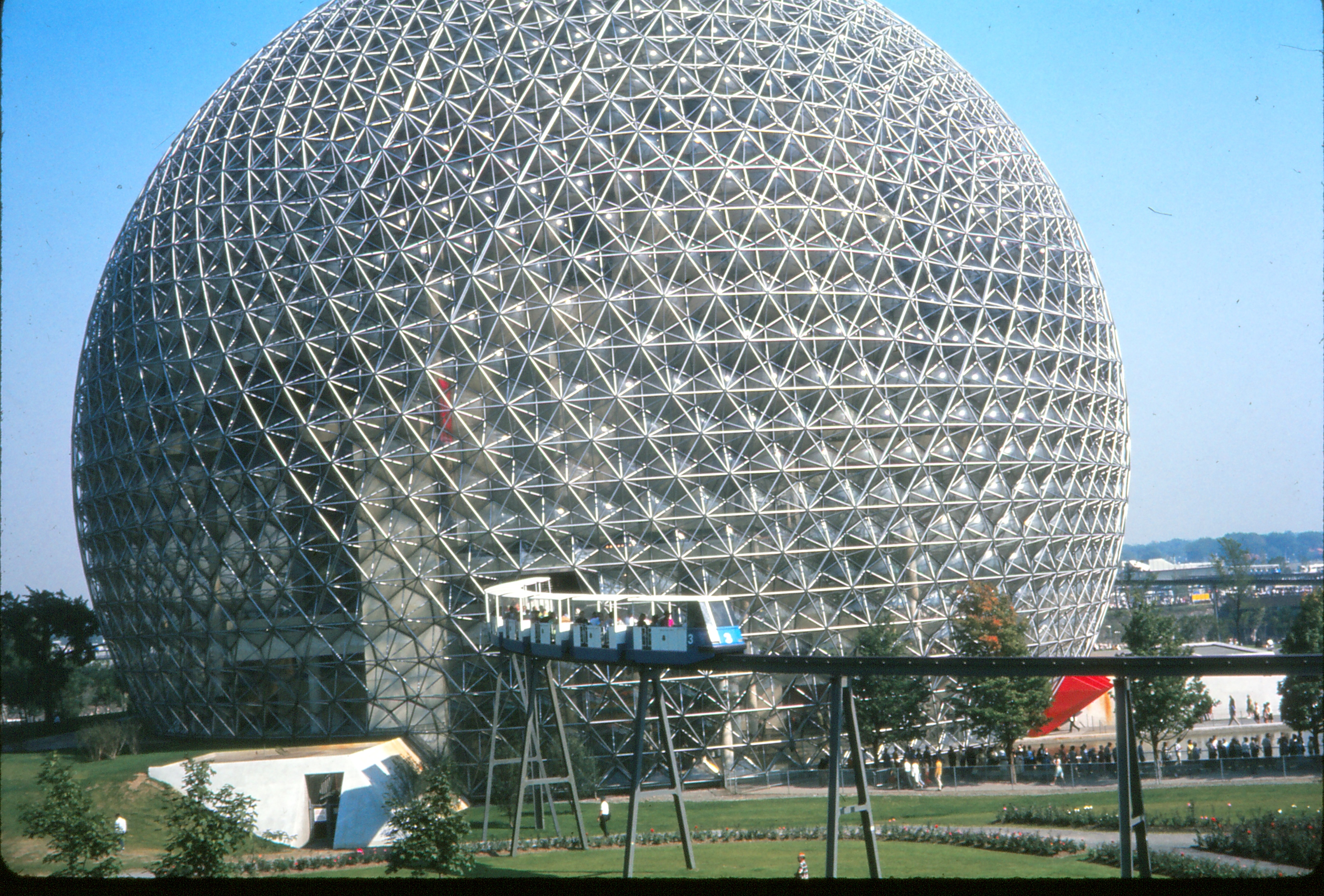
Americký pavilon
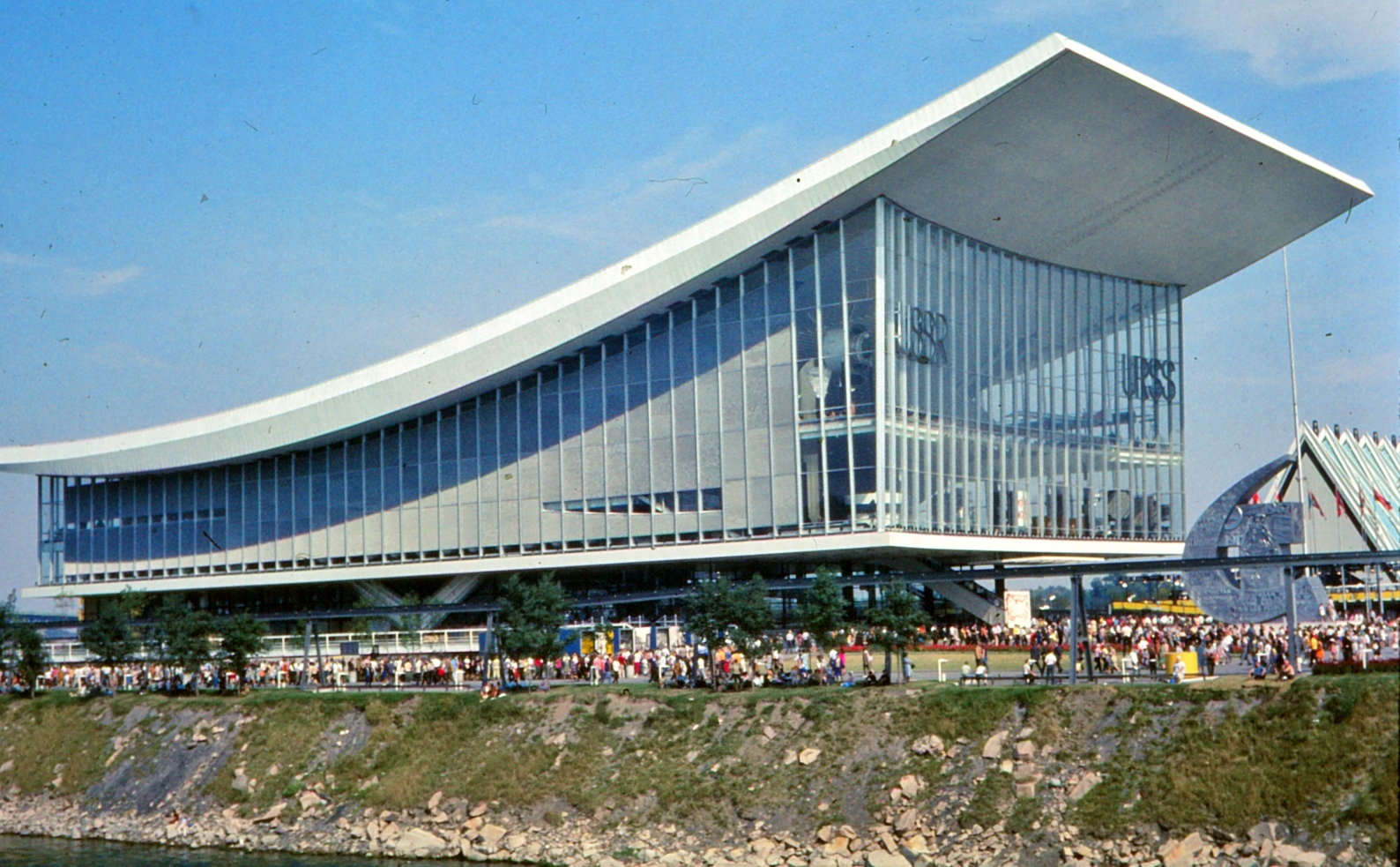
Sovětský pavilon
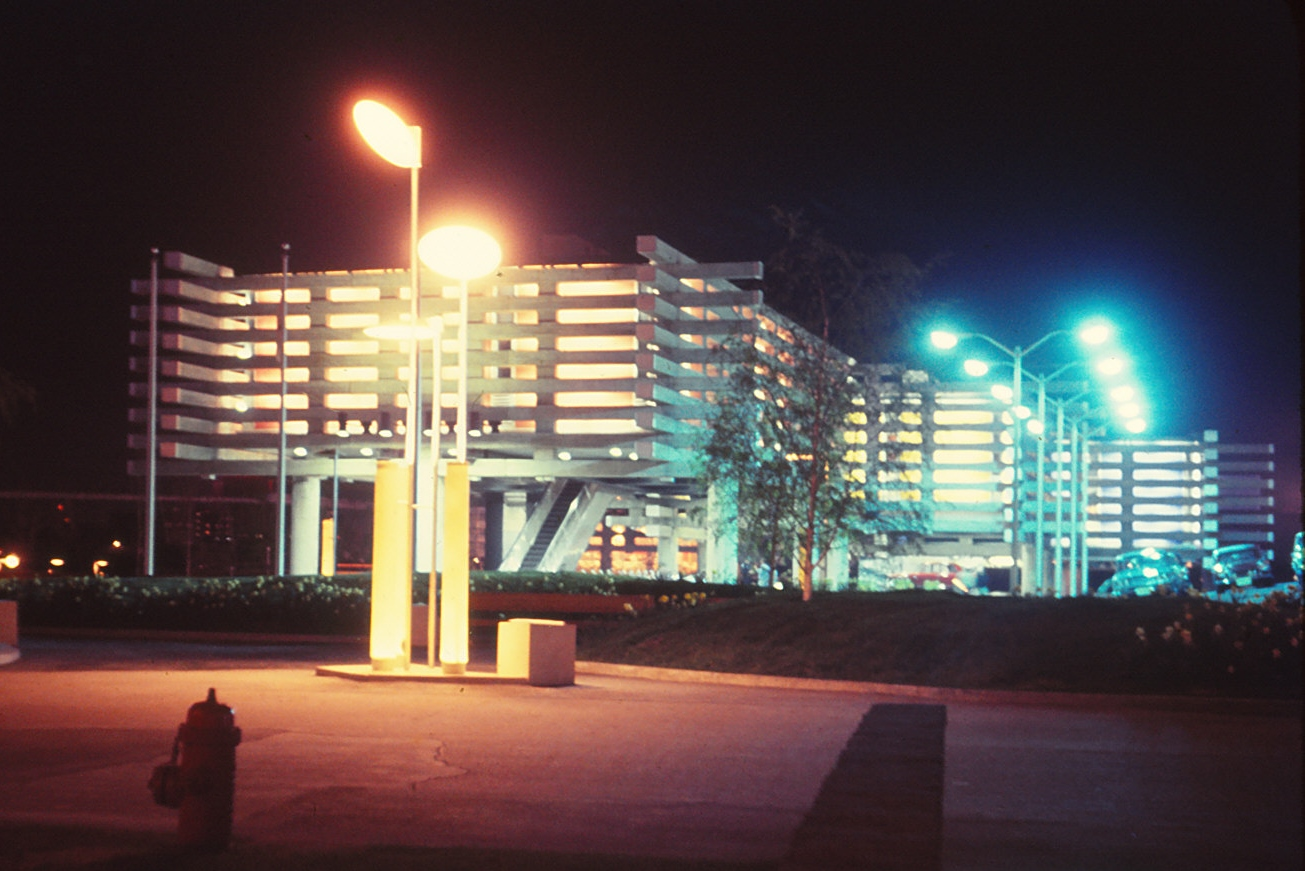
Japonský pavilon
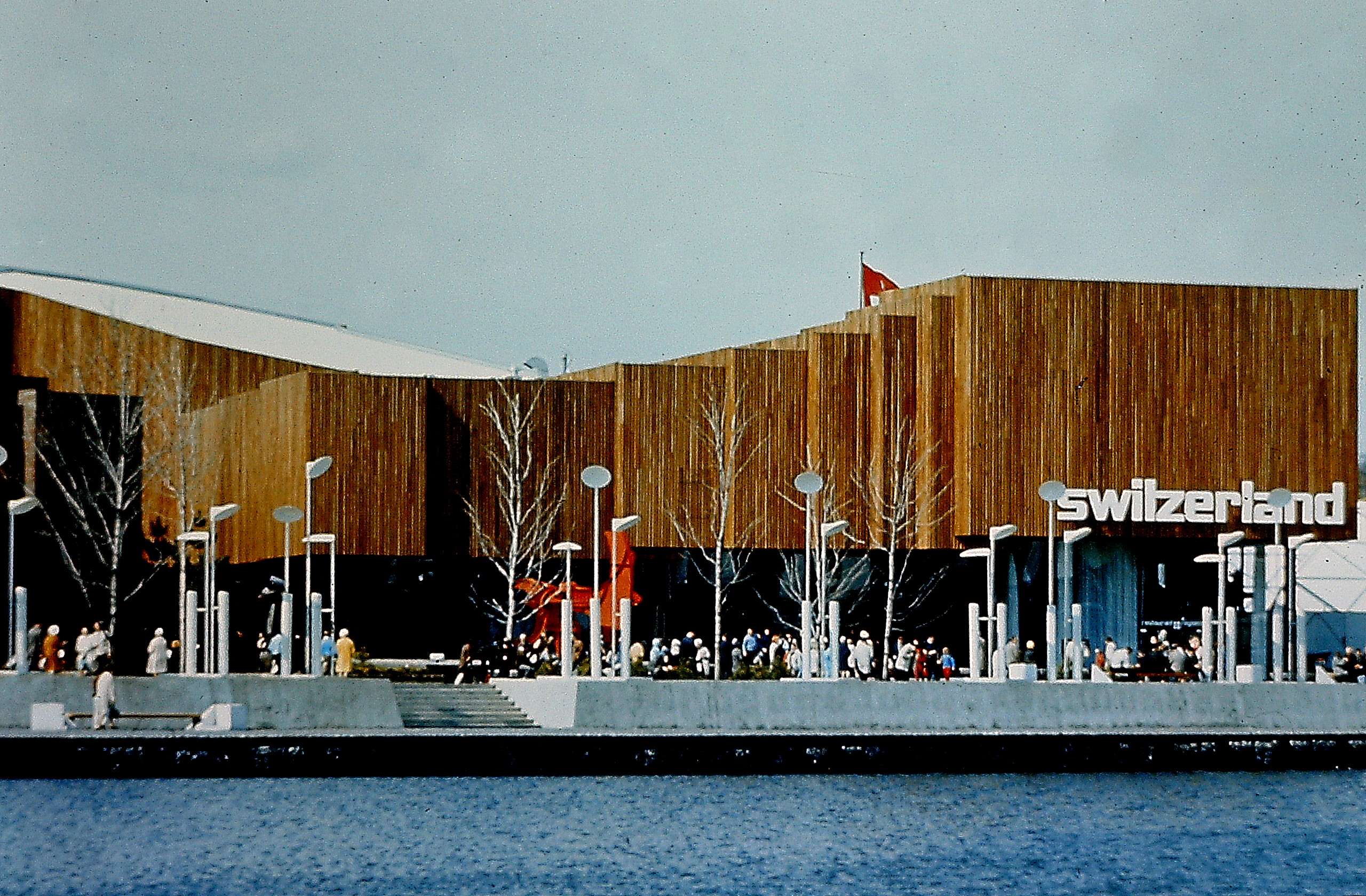
Švýcarský pavilon
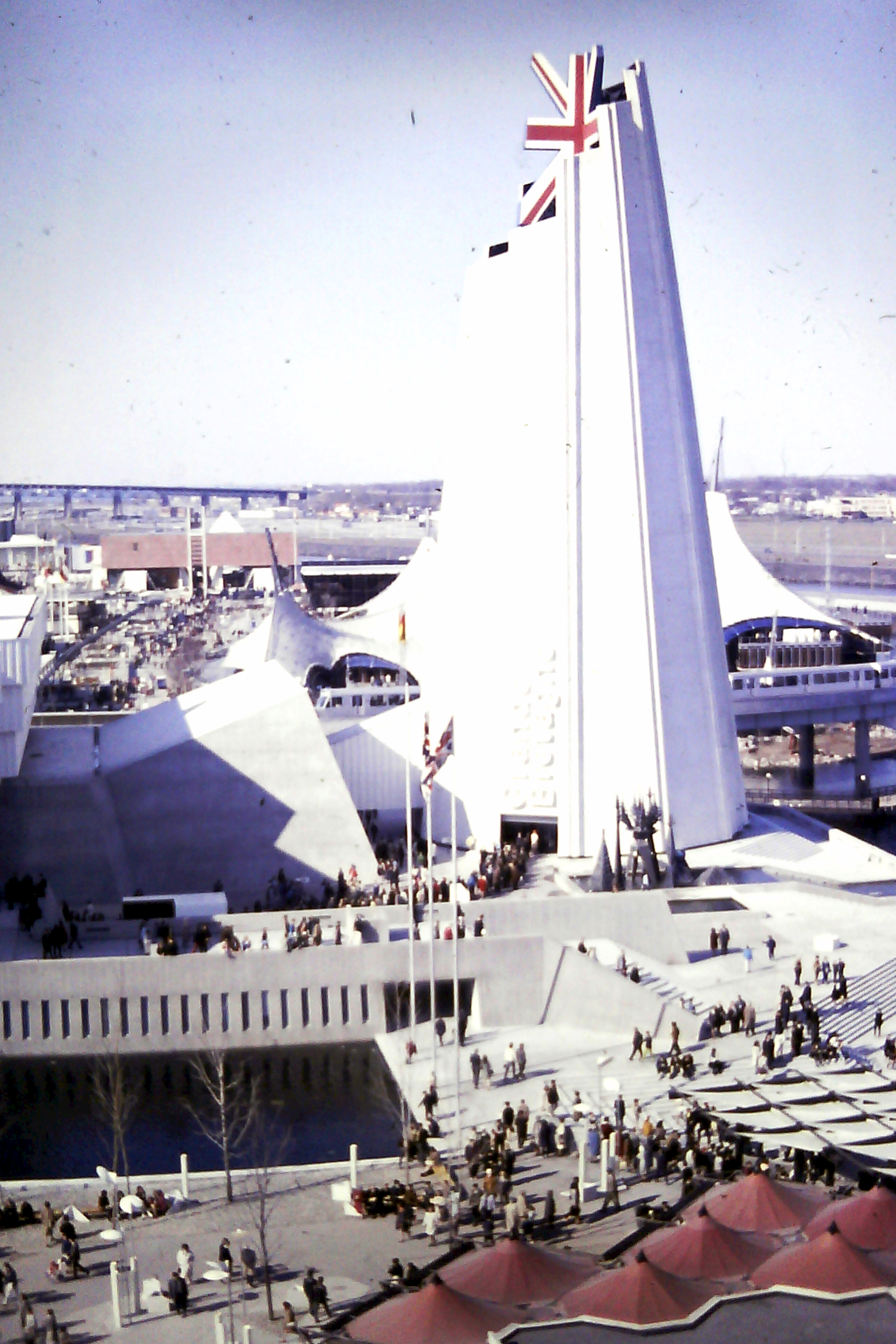
Britský pavilon
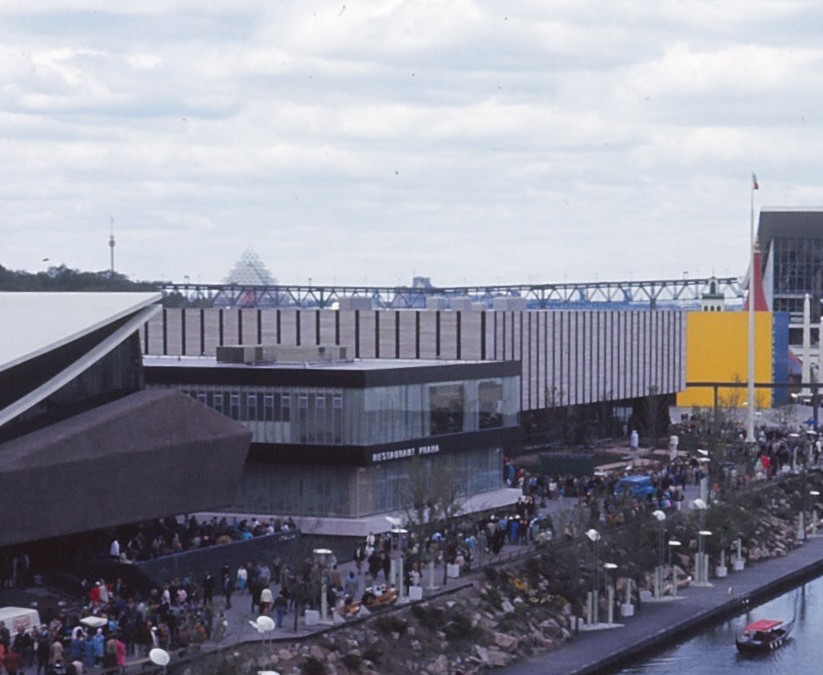
Československý pavilon
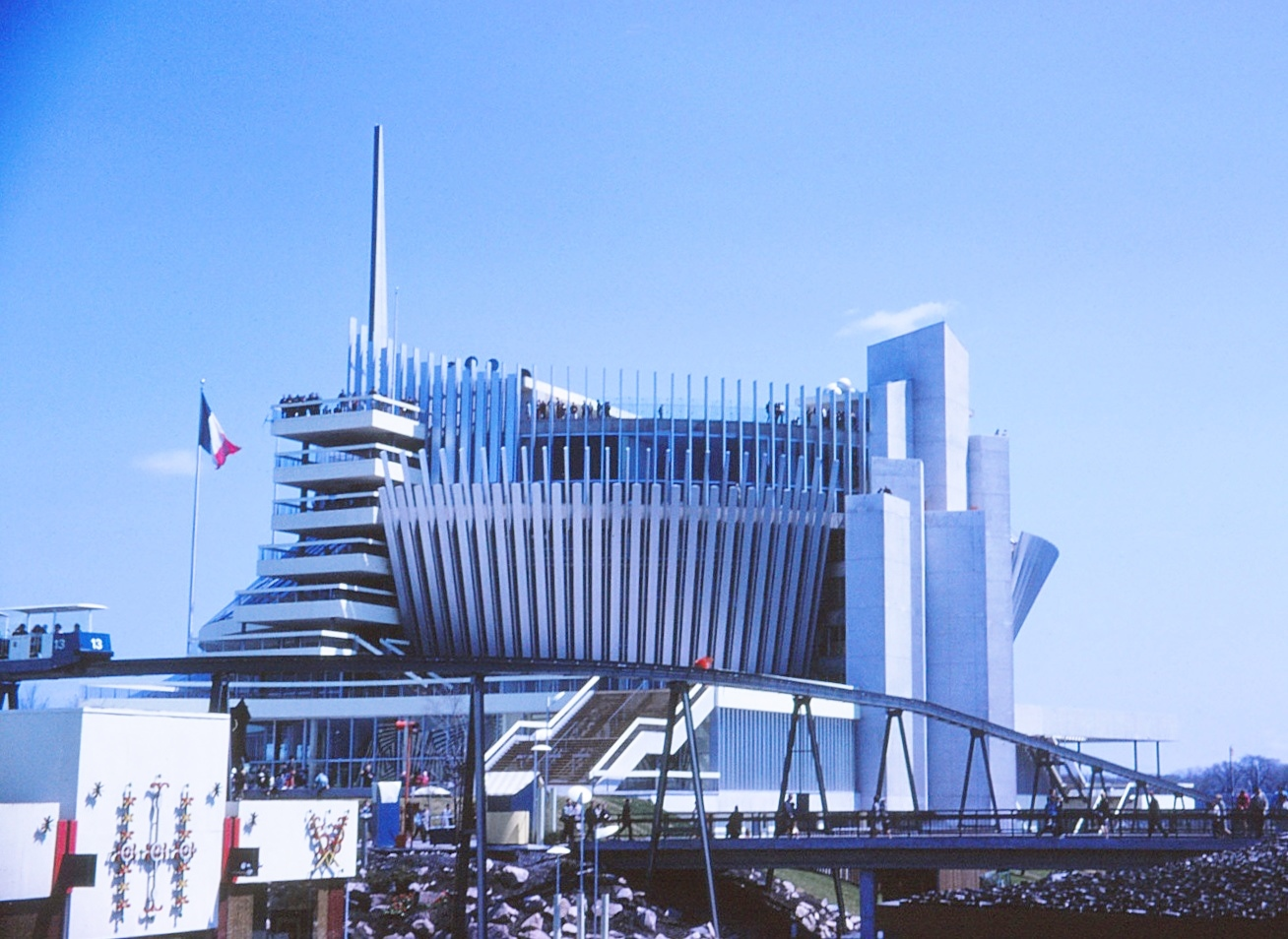
Francouzský pavilon
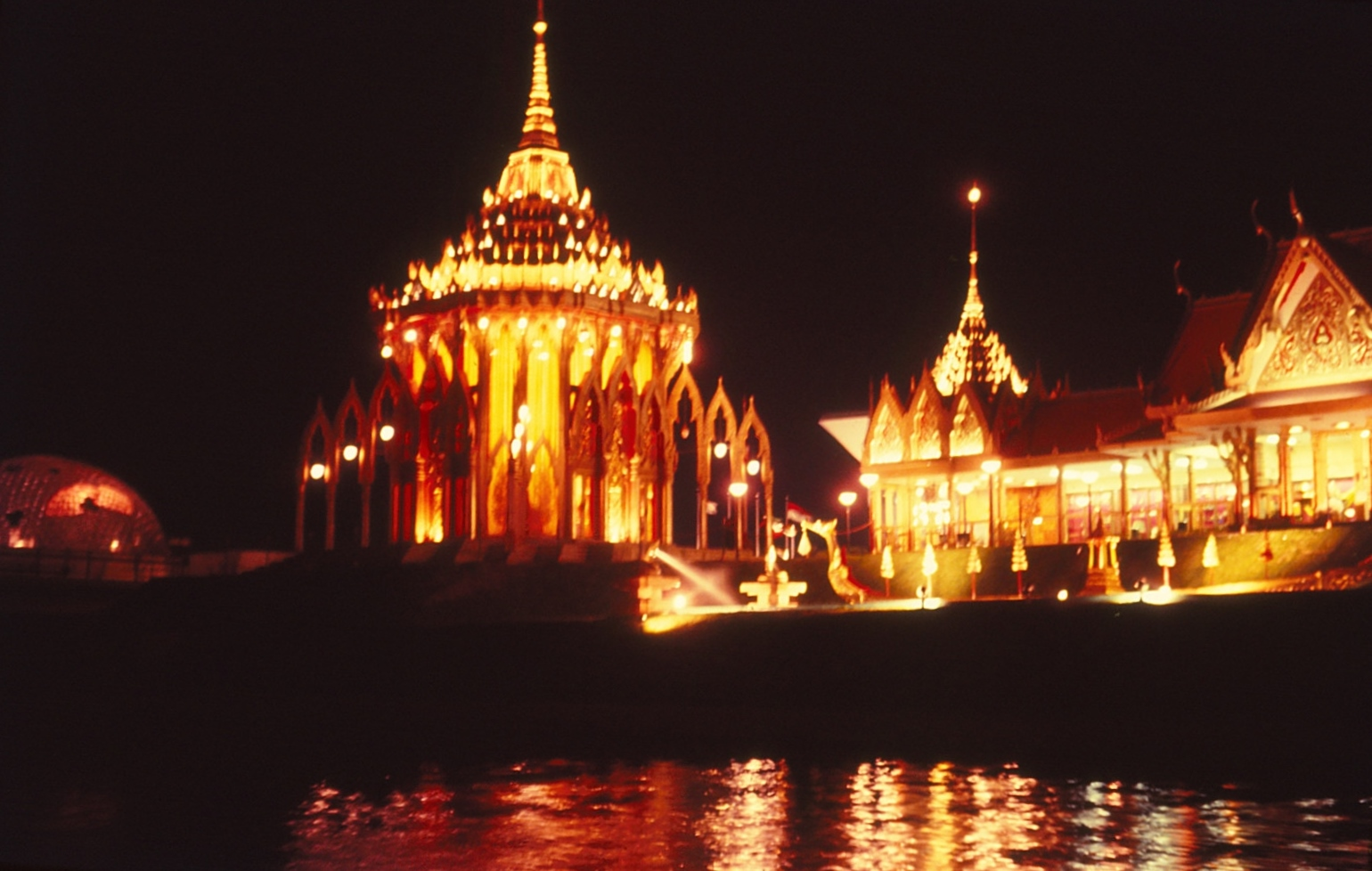
Thajský pavilon